# Мария Еджуърт
Мария Еджуърт (на английски: Maria Edgeworth; 1 януари 1768 – 22 май 1849) е ирландска писателка на романтична и детска литература.
Нареждана е сред основоположниците на реализма в детската литература и основна фигура в развитието на европейския роман. Поддържа напредничави за времето си възгледи по въпросите за частната собственост и имотите, политиката и образованието. Кореспондира си с водещи фигури на своето време, като сър Уолтър Скот и Давид Рикардо.